# Saint-Hostien
Saint-Hostien (okzitanisch: Saint Ostian) ist eine französische Gemeinde mit 694 Einwohnern (Stand: 1. Januar 2022) im Département Haute-Loire in der Region Auvergne-Rhône-Alpes; sie gehört zum Arrondissement Le Puy-en-Velay und zum Kanton Emblavez-et-Meygal.

## Geographie
Saint-Hostien liegt in der Landschaft Velay.

### Nachbargemeinden
Umgeben wird Saint-Hostien von den Nachbargemeinden Le Pertuis im Norden und Nordosten, Queyrières im Osten, Saint-Pierre-Eynac im Süden und Südwesten sowie Saint-Étienne-Lardeyrol im Westen.

## Geschichte
1852 wurde die Nachbargemeinde Le Pertuis aus der Gemeinde herausgelöst.

### Bevölkerungsentwicklung
| Jahr                       | 1962 | 1968 | 1975 | 1982 | 1990 | 1999 | 2006 | 2017 |
| Einwohner                  | 663  | 581  | 514  | 541  | 578  | 578  | 613  | 755  |
| Quellen: Cassini und INSEE |      |      |      |      |      |      |      |      |

## Verkehr
Durch die Gemeinde führt die Route nationale 88.

## Sehenswürdigkeiten
- Kirche Saint-Hostien, ursprünglich im 12. Jahrhundert erbaut, im 14. Jahrhundert nahezu zerstört, heutige Kirche Anfang des 19. Jahrhunderts erbaut
- Schloss Champ, Wehrhaus aus dem 15. Jahrhundert, seit 1978/1998 Monument historique

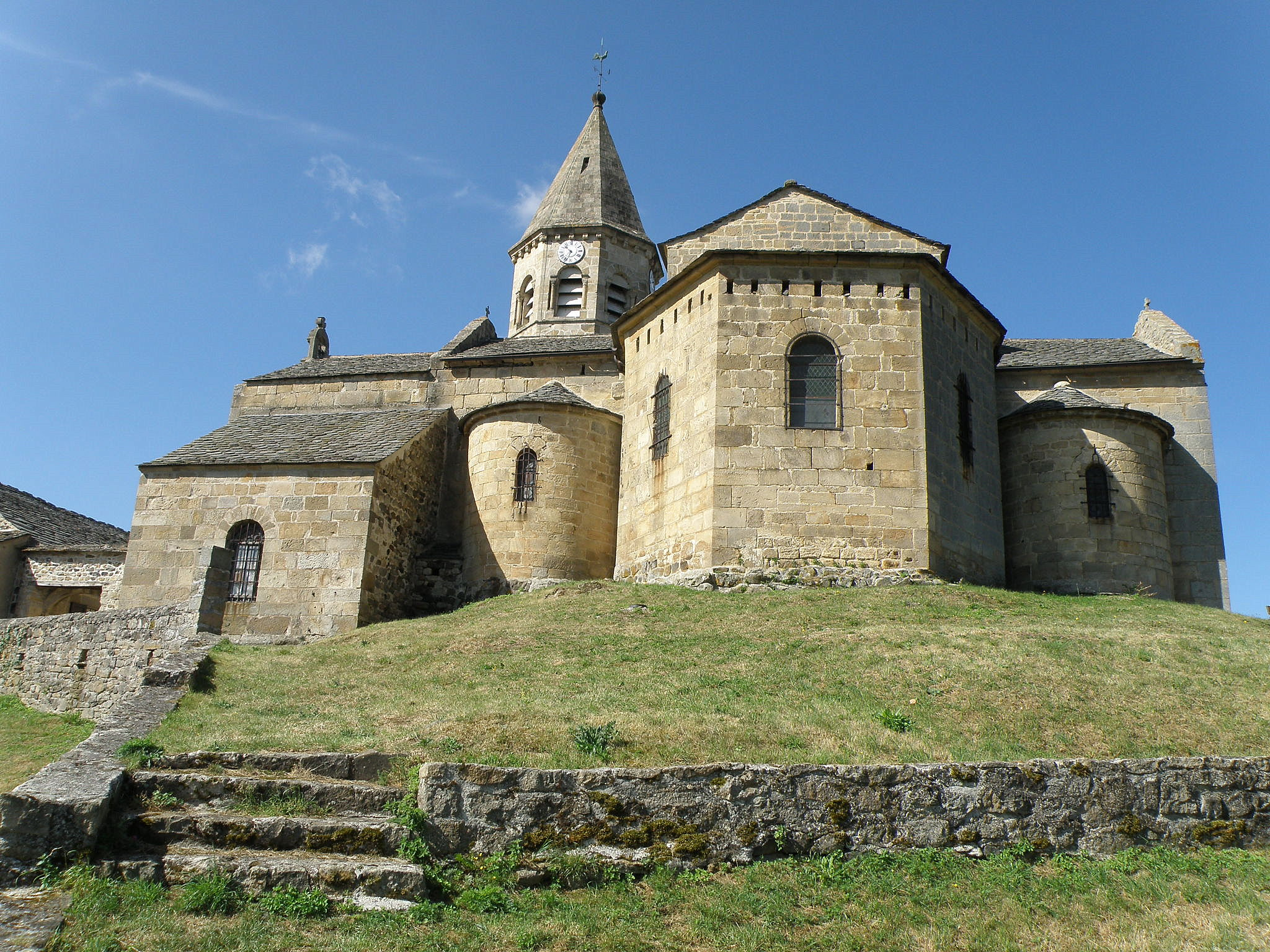
Kirche Saint-Julien

## Persönlichkeiten
- Jules Romains (eigentlich Louis Henri Farigoule, 1885–1972), Schriftsteller